# اشتیجه

اشتیجه یک روستا در ایران است که دربخش عقدا  شهر اردکان  استان یزد  واقع شده‌است. اشتیجه ۶۴ نفر جمعیت دارد.

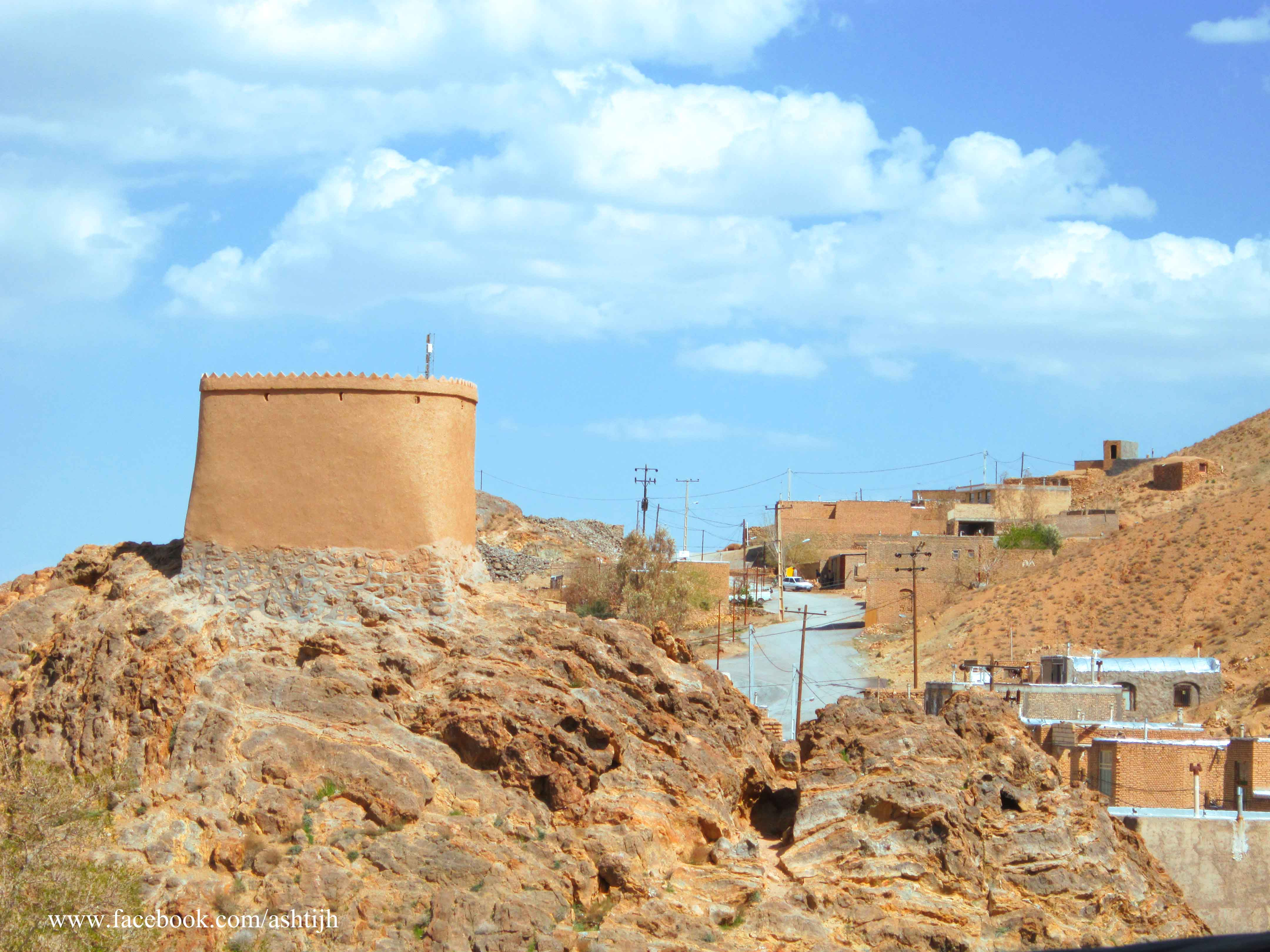

- فهرست روستاهای ایران

## منابع

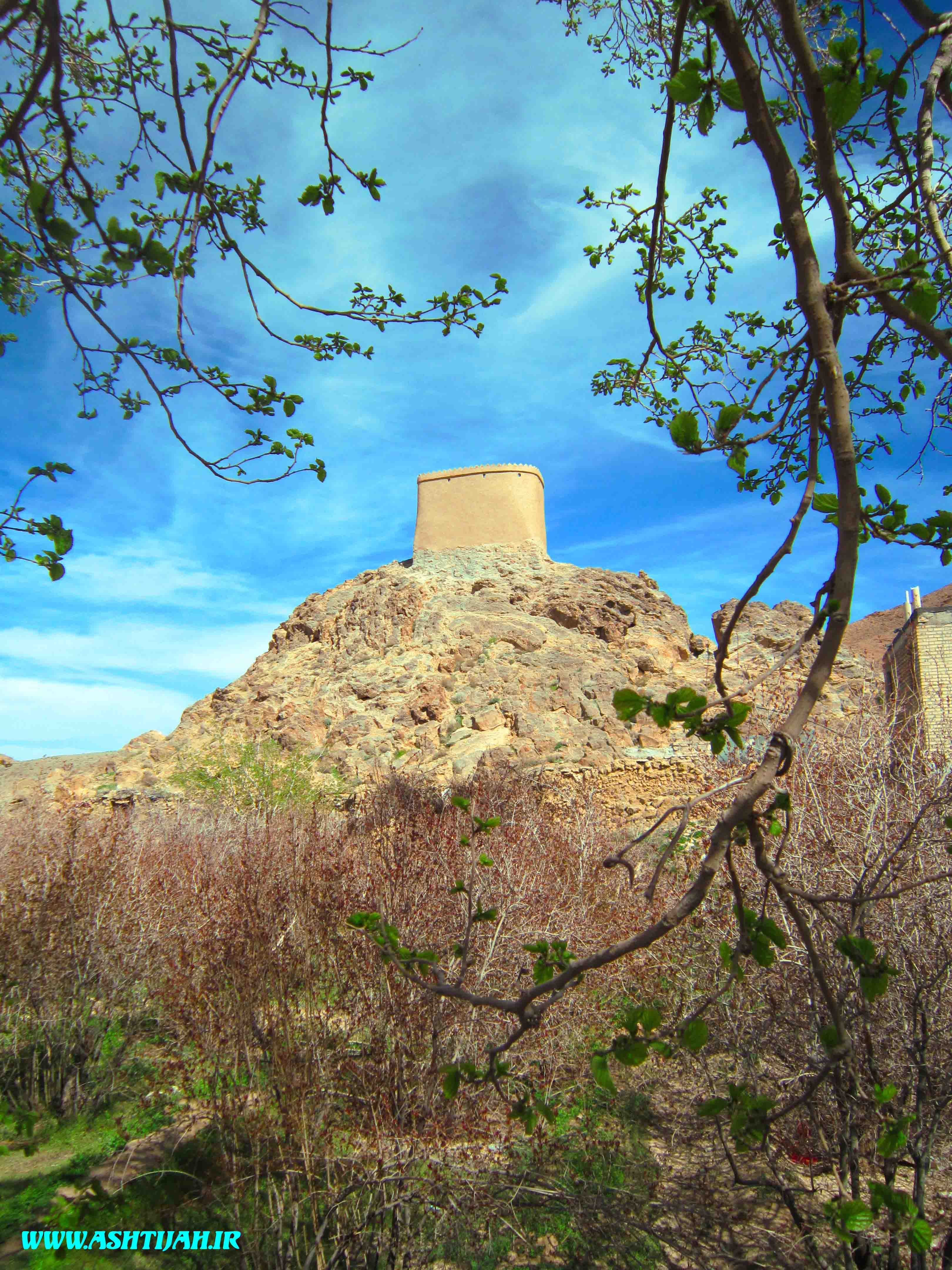